# Клод Піното
Клод Піното́ (фр. Claude Pinoteau; 25 травня 1925, Булонь-Біянкур, Франція — 5 жовтня 2012, Неї-сюр-Сен, Франція) — французький кінорежисер, сценарист та кінопродюсер.

## Життєпис
Клод Піното народився 25 травня 1925 року в Булонь-Біянкурі (департамент О-де-Сен у Франції) в сім'ї режисера Люсьєна Піното. Його брат — кінорежисер і актор Жак Піното, сестра — комедійна акторка та співачка Арлетт Меррі.
Кінематографічну кар'єру Клод Піното почав у 1948 році. Був кур'єром, реквізитором, потім, ставши асистентом режисера, працював з Жаном Кокто на кінострічках «Жахливі батьки», «Орфей», з Жаном-П'єром Мельвілем («Жахлива дитина»), з Максом Офюльсом («Лола Монтес»), з Клодом Лелушем («Пригода є пригода»).
C 1960 року Клод Піното знімав короткометражки, після яких у 1973 році поставив свій перший повнометражний шпигунський фільм «Мовчазний» з Ліно Вентура у головній ролі. У 1974-му Піното зняв свій другий фільм «Ляпас», в якому зіграла 19-річна Ізабель Аджані, а в ролі її батька — Ліно Вентура. Піното отримав за фільм «Приз Луї Деллюка».
У 1976 році режисер знімає Іва Монтана та Клода Брассера у своєму новому фільмі «Супершахрай», діалоги до якого написав Мішель Одіар.
Справжній успіх до режисера прийшов після зйомок фільмів «Бум» і «Бум 2», в яких дебютувала відома зараз всьому світу Софі Марсо.
У 1985 році Клода Піното було запрошено до складу журі XIII Міжнародного кінофестивалю фантастичного кіно, який пройшов у Франції в Аворіазі. У 1988 році Піното продовжив співпрацю з Софі Марсо і зняв фільм «Студентка». Проте фільм не був заявлений як продовження двох «Бумів» і не досяг успіху попередніх стрічок.
У 2005-му режисер виступив як документаліст, знявши фільм про Абата П'єра — «Un abbé nommé Pierre, une vie pour les autres» («Абат П'єр: життя заради інших»). Цей фільм став останнім у кар'єрі режисера.
Клод Піното автор автобіографічної книги «Спасибі життя. Кінематографічні пригоди» (Merci la vie. Aventures cinématographiques).
Помер Клод Піното вранці 5 жовтня 2012 в Неї-сюр-Сен після тривалої хвороби (за деякими даними, від раку). Похований на цвинтарі Сен-Венсан у паризькому кварталі Монмартр.

## Фільмографія
Був автором сценаріїв до усіх своїх фільмів (іноді у співавторстві).

### Короткометражні фільми
- 1960 — «Manureva»
- 1968 — «Єдина дитина» / L'Enfant seul
- 1971 — «Зупинка» / Arrêt
- 1971 — «Іран» / L'Iran

### Повнометражні фільми
- 1969 — «Чоловік, який мені подобається»
- 1973 — «Мовчазний» / Le Silencieux[fr]
- 1974 — «Ляпас» / La Gifle (сценарій у співавторстві з Жаном-Лу Дабаді)
- 1976 — «Супершахрай» / Le Grand Escogriffe, в ролях Ів Монтан, Клод Брассер, Гі Маршан та ін.
- 1979 — «Розгніваний» / L'Homme en colère, в ролях Ліно Вентура та ін.
- 1980 — «Бум» / La Boum
- 1982 — «Бум 2» / La Boum 2 (сценарії до обох частин фільму написані у співавторстві з Данієль Томпсон)
- 1984 — «Сьома мішень» / La Septième Cible, в ролях Ліно Вентура, Жан Пуаре та ін.
- 1988 — «Студентка» / L'etudiante
- 1991 — «Сніг і полум'я» / La Neige et le feu[fr], в ролях Венсан Перес та ін.
- 1994 — «Хованки з готівкою» / Cache Cash[fr], в ролях Жорж Вілсон та ін.
- 1997 — «Нагорода доктора Шульца» / Les Palmes de M. Schultz, в ролях Ізабель Юппер, Філіпп Нуаре та ін.
- 2005 — «Абат П'єр: життя заради інших» / Un abbé nommé Pierre, une vie pour les autres (документальний)

### Асистент режисера
- 1949 — «Бал Купідона» / Bal Cupidon (реж. Марк-Жильбер Савіньон)
- 1950 — «Орфей» / Orphée (реж. Жан Кокто)
- 1950 — «Тільки я» / Ma pomme (реж. Марк-Жильбер Савіньон)
- 1951 — «Солом'яний коханець» / L'Amant de paille (реж. Жиль Гранж'є)
- 1952 — «Жослін» / Jocelyn (реж. Жак де Казембрут)
- 1952 — «Лола Монтес» / Lola Montès (реж. Макс Офюльс)
- 1952 — «Усе золото світу» / Tout l'or du monde (реж. Рене Клер)
- 1962 —  «Мелодія з підвалу» / Mélodie en sous-sol (реж. Анрі Верней)
- 1963 — «День і час» / Le Jour et l'Heure (реж. Рене Клеман)
- 1963 — «Сто тисяч доларів на сонці» / Cent mille dollars au soleil (реж. Анрі Верней)
- 1963 — «Пригоди китайців в Китаї» / Les Tribulations d'un Chinois en Chine (реж. Філіпп де Брока)
- 1970 — «Негідник» / Le Voyou (реж. Клод Лелуш)
- 1971 — «Смік, смак, смок» / Smic, Smac, Smoc (реж. Клод Лелуш)

### Продюсер фільмів
- 1971 — «Це трапляється лише з іншими» («Ça n'arrive qu'aux autres») (режисер Надін Трентіньян)
- 2000 — «Блакитний велосипед» («La Bicyclette bleue») (серіал)

## Визнання
| Рік                    | Категорія                                                   | Фільм        | Результат |
| ---------------------- | ----------------------------------------------------------- | ------------ | --------- |
| Приз Луї Деллюка       |                                                             |              |           |
| 1974                   | Найкращий фільм                                             | Ляпас        | Перемога  |
| Кінофестиваль MystFest |                                                             |              |           |
| 1985                   | Найкращий фільм                                             | Сьома мішень | Номінація |
| 1985                   | Найкращий оригінальний сценарій (спільно з Жаном-Лу Дабаді) | Сьома мішень | Перемога  |

## Публікації
- Claude Pinoteau, Merci la vie. Aventures cinématographiques (автобіографія), Le Cherche midi, 2005 ISBN 2749104556 та 978-2749104553